# Buñol
Buñol (valencianisch Bunyol [buˈɲɔl]) ist eine Gemeinde in der Provinz Valencia, im Osten von Spanien mit 9.765 Einwohnern (Stand: 2024).

## Geographie
Buñol liegt ca. 38 Kilometer westlich von Valencia entlang des Bunyol-Flusses.
In der Nähe unterquert die Schnellfahrstrecke Madrid–Levante mit dem Cabreratunnel die Sierra de la Cabrera.

## Regelmäßige Veranstaltungen
Die Tomatina ist ein Fest, das jedes Jahr am Mittwoch der letzten Augustwoche stattfindet, während der Tomatina halten sich gut 40.000 Personen in der Kleinstadt auf. Die Tomatina des Jahres 2004 wurde in das Guinness-Buch der Rekorde aufgenommen.